# Schaefferstown, Pennsylvania
Schaefferstown, Pennsylvania (енгл. Schaefferstown) насељено је место без административног статуса у америчкој савезној држави Пенсилванија.

## Демографија
По попису из 2010. године број становника је 941, што је 43 (-4,4%) становника мање него 2000. године.
| Група             | 2000.       | 2010.       |
| Белци             | 975 (99,1%) | 898 (95,4%) |
| Афроамериканци    | 5 (0,5%)    | 5 (0,5%)    |
| Азијати           | 1 (0,1%)    | 5 (0,5%)    |
| Хиспаноамериканци | 2 (0,2%)    | 19 (2,0%)   |
| Укупно            | 984         | 941         |